# 菲尔·伦普金
菲尔·伦普金（英語：Phil Lumpkin，1951年12月20日—2009年11月2日），美国NBA联盟前职业篮球运动员。他在1974年的NBA选秀中第2轮第34顺位被波特兰开拓者选中。